# Cyperus gymnocaulos
Cyperus gymnocaulos är en halvgräsart som beskrevs av Ernst Gottlieb von Steudel. Cyperus gymnocaulos ingår i släktet papyrusar, och familjen halvgräs. Inga underarter finns listade i Catalogue of Life.